# サルベージ (つるうちはなのアルバム)
『サルベージ』は、日本のシンガーソングライター、つるうちはなのメジャーデビューアルバム、通算3作目のフル・アルバム。2019年10月23日に日本コロムビアより発売された。

## 概要
2009年に音楽活動を開始したつるうちのメジャーデビューアルバム。つるうちのアルバムとしては、2016年発売の『LOVE』以来約3年ぶりとなるリリース。
2018年12月2日にメジャーデビューすることが発表され、8月17日にメジャーデビュー作品となる本作の詳細が発表された。9月12日には本作のアートワークやアーティスト写真が公開された。アートワークは、本作のタイトル「サルベージ（Salvage）」（英語で「救助」「引き上げ作業」の意）を視覚的に表現したもので、アートディレクターのフクモトエミがデザインを監修し、撮影はこれまでにつるうちの多数の楽曲のミュージック・ビデオを手掛けた映像監督の森岡千織が担当した。
本作には、2018年に発売されたシングル「ぶっちぎって光」に収録の2曲のアルバム・バージョンと5月22日に先行配信された「おまじないを君に」を含む12曲を収録。アルバム購入者オリジナル特典としてタワーレコードではオリジナル缶バッジ、HMVではオリジナルステッカーが付属。
12月15日に新宿Marbleにて本作のリリースを記念したワンマンライブが開催される予定となっている。

## 収録曲
全曲 作詞・作曲：つるうちはな
1. 新次元ガール [3:01]
（編曲：湯浅篤）
エレクトロ調の楽曲で、本作のコンセプトの核として最初に完成した楽曲。つるうち曰く「アルバムのタイトル曲のようなイメージ」[5]。
2. おまじないを君に [3:55]
（編曲：湯浅篤）
本作のリリースに先駆けて配信された楽曲。
3. apple in my eyes [2:33]
（編曲：タカユキカトー）
4. タイムライン [3:15]
（編曲：タカユキカトー）
5. あの子の裸を見たくない [3:27]
（編曲：坪光成樹）
つるうちがTwitterで見かけたAV女優の作品のサンプル動画を再生したときに感じた気持ちをモチーフとした楽曲[6]。
6. tears for dear [4:12]
（編曲：坪光成樹）
7. 天国 [3:28]
（編曲：湯浅篤）
8. 花 [3:51]
（編曲：高田泰介）
9. 宇宙の神秘女の子 [3:04]
（編曲：湯浅篤）
avandonedの出雲にっきが主演のミュージック・ビデオが制作されている。監督は森岡千織[7]。
10. ぶっちぎって光 -サルベージ ver.- [3:29]
（編曲：西村晋弥）
3rdシングルのアルバム・バージョン。
11. ハレルヤ -新約ver.- [5:02]
（編曲：湯浅篤）
3rdシングル「ぶっちぎって光」のカップリング曲のアルバム・バージョン。
シングル・バージョンはピアノの弾き語りとストリングスのみのシンプルな構成だが、本作に収録のものはバンドの音が加えられている。
12. やさしい魔神 [4:00]
（編曲：高田泰介）
当初は「やさしいイマジン」というタイトルだったが、ライブ初演奏時にNakanoまるから「最高でした。魔神ピッピ（つるうちの夫）の曲ですよね。」という感想をもらったことをきっかけに、現タイトルに変更された[6]。
エレクトリックベースは、楽曲のタイトルともなっている魔神ピッピが担当している[8]。